# 제주3읍도총지도
제주3읍도총지도(濟州3邑都摠地圖)는 대한민국 제주특별자치도 제주시 제주도민속자연사박물관에 있는, 조선 후기인 1770년대에 제작된 제주도의 옛 지도이다. 1991년 6월 4일 제주특별자치도의 유형문화재 제14호로 지정되었다.

## 개요
조선 후기인 1770년대에 제작된 제주도의 옛 지도이다. 제주도의 지도는 초기에는 둥근 감자형이었다가 점차 고구마형으로 바뀌는데, 이 지도는 위에 설명한 두가지 형태와는 전혀 다른 분위기를 풍긴다.
한라산과 그 주변의 오름들을 입체화시켜 한라산의 웅장함을 강조하고 있으며, 한라산 봉우리의 명칭들도 자세히 기록하고 있다. 더욱이 제주가 섬이라는 사실을 알 수 있게 섬의 위치까지 적어 놓고 있다. 제주목, 대정현의 경계를 붉은선으로 표시하였고, 3읍의 연결도로망도 나타내었으며, 목장·과수원·포구 등의 명칭도 모두 적어 놓았다. 지도 주변에는 24방위가 표시되어 있으며, 전라도의 해남·강진·장흥과 그 주변의 일본·중국의 산동·양주· 항주 등지와 안남까지 자세히 표기하여 해도(海圖)의 기능까지 겸하고 있다.
1700년대의 제주도의 산업과 방위·마을·해상로·지도의 제작기법 등을 연구하는 데 중요한 자료가 되는 작품이다.

## 참고 자료
- 제주3읍도총지도 - 국가유산청 국가유산포털